# Jules Bourgoin
Jules Bourgoin, né le 12 décembre 1838 à Joigny dans l'Yonne et mort le 4 février 1908 à Saint-Julien-du-Sault dans l'Yonne, est un théoricien de l’ornement, architecte et dessinateur français. 

## Biographie
Formé à l’École impériale des beaux-arts de Paris (atelier Constant-Dufeux), il est envoyé à Alexandrie en 1863 pour surveiller les travaux du consulat de France. Il reste en Égypte jusqu'en 1866, recueillant dans ses carnets de dessins les matériaux qu'il exploitera dans Les Arts arabes (1868-1873). Il est envoyé de nouveau en Orient quelques années plus tard, d'abord à Damas (1874-1875), puis au Caire (1880-1884), où il participe à la mise en place de la Mission archéologique française dirigée par Gaston Maspéro et au Comité de conservation des monuments de l'art arabe créé par l'administration khédiviale. Durant ces missions, il exerce son talent de dessinateur, aussi bien pour des relevés de monuments d'Égypte pharaonique que de l'Islam médiéval. À partir de ses dessins d'ornements, il publie les Éléments de l'art arabe (1879) et le Précis de l'art arabe (1889-1892). 
Rentré en France, J. Bourgoin est chargé de cours sur l'ornement à l'École des beaux-arts, à l'Union centrale des beaux-arts appliqués à l'industrie, ainsi que dans les centres textiles de Roubaix et de Lyon. Obsédé par la recherche de principes structurant la composition ornementale, il publie d'abord une Théorie de l'ornement (1873), puis Les Études architectoniques et graphiques (1899-1901) et enfin La Graphique (1905), ouvrages dans lesquels il cherche à établir une "science des figures" et qui illustrent par ailleurs son talent de dessinateur.
Formé à l'origine à l'architecture, il n'a pratiquement rien construit sinon sa maison à Saint-Julien-du-Sault, en 1874-1875. Il est toutefois sollicité à plusieurs reprises pour des projets de décoration intérieure orientaliste à Paris. Mais de ceux-ci, seul l'intérieur parisien commandé par le baron Alphonse Delort de Gléon (1843-1899) sera réalisé. Il a peut-être travaillé par ailleurs à la "Rue du Caire", exemple de pastiche d'une rue cairote créée par A. Delort de Gléon à partir d'éléments architecturaux réels égyptiens pour l'Exposition universelle de 1889 à Paris.
Ses archives sont entrées dans les collections du couturier Jacques Doucet vers 1909-1910 et sont conservées à la Bibliothèque de l'Institut national d'histoire de l'art, à Paris. 

## Œuvres
- Les Arts arabes, architecture, menuiserie, bronzes, plafonds, revêtements, marbres, vitraux, etc. avec un texte descriptif et explicatif et le trait général de l'art arabe, par Jules Bougoin..., Paris, Vve A. Morel, [1867]-1873.
- Théorie de l'ornement, Paris, A. Lévy, 1873. Réédition Paris, éditeur=Ducher, 1883.
- « Plafonds d'une fontaine au Caire », Le Moniteur des architectes,‎ 1875.
- « Petite fontaine au Caire », Revue générale de l'architecture et des travaux publics, vol. XXV,‎ 1878.
- Les Eléments de l'art arabe : le trait des entrelacs, Paris, Firmin-Didot & Cie, 1879.
- La Grammaire élémentaire de l'ornement... pour servir à la théorie et à la pratique des arts et de l'enseignement, Paris, Ch. Delagrave, 1880.
- Précis de l'art arabe et matériaux pour servir à l'histoire, à la théorie et à la technique des arts de l'Orient musulman (Mémoires publiés par les membres de la Mission archéologique française au Caire, t. 7, Paris, F. Leroux, 1889-1892.
- Etudes architectoniques et graphiques : mathématiques, arts d'industrie, architecture, arts d'ornement, beaux-arts, Paris, Ch. Schmid, 1899-1901 ; réédition Paris, Ch. Delagrave, 1905.
- La Graphique : collection raisonnée d'études et de matériaux, de notes et de croquis, pour servir à l'histoire, à la théorie, à la technique des arts et à l'enseignement dans la famille, dans l'école et dans l'atelier, Paris, Ch. Delagrave, [1905].